# Georgensgmünd
Georgensgmünd è un comune tedesco di 6 697 abitanti, situato nel land della Baviera. Qui il Rezat Francone si unisce al Rezat Svevo per poi gettarsi nel Rednitz.